# 幻の怪蛇バチヘビ
『幻の怪蛇バチヘビ』（まぼろしのかいじゃバチヘビ）は、矢口高雄による日本の漫画作品。『週刊少年マガジン』（講談社）にて、1973年17号から同年47号まで連載された。単行本は講談社コミックスマガジンより全1巻、文庫版は講談社漫画文庫より全1巻。

## 概要
矢口高雄と矢口プロ・スタッフが、秋田県南部で「バチヘビ」と呼ばれる未確認生物、幻の怪蛇・ツチノコを探索する物語。本作をきっかけとして日本中で「バチヘビ＝ツチノコブーム」が起こり、矢口の人気を押し上げるきっかけとなった。本作の第1話は『釣りキチ三平』の連載が開始される直前に発表されている。
1974年、『釣りキチ三平』とともに、第5回講談社出版文化賞児童まんが部門を受賞。
2020年、矢口高雄の画業50周年の年に『シロベ』も併録された『幻の怪蛇バチヘビ・シロベ』がヤマケイ文庫（山と溪谷社）より復刊された。

## 登場人物
矢口 高雄（）
主人公。

## 書誌情報
- 矢口高雄『幻の怪蛇バチヘビ』講談社〈講談社コミックスマガジン〉、1973年12月20日発売[4]、全1巻、ISBN 978-4-06-109222-8
- 矢口高雄『幻の怪蛇バチヘビ』講談社〈講談社漫画文庫〉、2000年5月12日発売[5]、全1巻、ISBN 978-4-06-260741-4
- 矢口高雄『幻の怪蛇バチヘビ・シロベ』山と溪谷社〈ヤマケイ文庫〉、2020年6月18日発売[3]、全1巻、ISBN 978-4635048811
  - 矢口高雄作品『シロベ』も併録。